# مديرية الظاهر
مديرية الظاهر إحدى مديريات محافظة صعدة في اليمن. بلغ عدد سكانها 22394 نسمة عام 2004. تقع في جنوب غرب محافظة صعدة.
تسكنها قبائل بني الحرث او بني الحارث بن كعب مذحج

موقع مديرية الظاهر في محافظة صعدة